# Rättvis Demokrati
Rättvis Demokrati (RD) är ett lokalt politiskt parti i Strömsunds kommun.

## Historik
Partiet bildades år 2005 efter ett långvarigt bråk inom den socialdemokratiska arbetarekommunen då missnöjda socialdemokrater bröt sig ur från Flåsjöbygdens S-förening och bildade det nya partiet Rättvis Demokrati.

### Valet 2006
I valet 2006 fick partiet 25,8 procent av rösterna i Strömsunds kommun och nio mandat i fullmäktige, och blev därmed det näst största partiet i kommunen.
Partiet gick då i allians med Centerpartiet, Moderaterna och Folkpartiet, och denna allians bröt Socialdemokraternas trettioåriga styre i Strömsunds kommun. Partiordförande Göran Edman utsågs till kommunalråd på deltid.
Rättvis Demokrati gick till val på att minska byråkratin och andelen tjänstemän i kommunen, och har efter valet offentligt kritiserat kommunchefen och den kommunala förvaltningen för att ha för stor makt i förhållande till de valda politikerna. De personliga relationerna mellan företrädarna för Rättvis Demokrati och den borgerliga alliansen började då bli problematiska och samarbetet partierna emellan har kantats av misstroende och uttalanden som gått emot tidigare överenskommelser. Flera av de kommunanställda har klargjort att de mått dåligt, och till viss del skyllt på Rättvis Demokrati. En lokal fackordförande polisanmälde därefter Göran Edman då han, enligt polisanmälan, försökt tysta denne. När detta blev känt valde de borgerliga partierna i oktober 2007 att avsluta samarbetet med Rättvis Demokrati och deklarerade att de planerar att styra kommunen i minoritet, något som fick stöd i kommunfullmäktige den 19 december 2007, då det även blev klart att Göran Edman inte längre var kommunalråd i kommunen.
Då det offentliggjordes att Göran Edman anlitat en privatspanare rörande källan till en publicerad artikel i Länstidningen Östersund valde partisekreteraren Jimmy Evans och en av grundarna, Hans Wessén, att lämna partistyrelsen.
Enligt partiet är detta nu historia och allt har "lugnat sig".[källa behövs] Partiet arbetar som tidigare med att skriva motioner, utforma budget samt medlemsvård. En inbjudan från Socialdemokraterna om samarbete har avböjts.
I valet 2010 fick partiet 9,0 procent av rösterna i Strömsunds kommun och tre mandat i fullmäktige.

## Valresultat
| År   | Röster | %     | Mandat  |
| ---- | ------ | ----- | ------- |
| 2006 | 2 059  | 25,9  | 9 av 35 |
| 2010 | 401    | 11,61 | 3 av 35 |
| 2014 | 494    | 6,39  | 2 av 35 |
| 2018 | 388    | 5,14  | 2 av 35 |
| 2022 | 241    | 3,31  | 1 av 35 |